# Woskowniczek podlaski
Woskowniczek podlaski (Ceraceomyces sublaevis (Bres.) Jülich) – gatunek grzybów z rzędu Amylocorticiales.

## Systematyka i nazewnictwo
Pozycja w klasyfikacji według Index Fungorum: Ceraceomyces, Amylocorticiaceae, Amylocorticiales, Agaricomycetidae, Agaricomycetes, Agaricomycotina, Basidiomycota, Fungi.
Takson ten w 1903 roku opisał Giacopo Bresàdola, nadając mu nazwę Corticium sublaevis. Obecną, uznaną przez Index Fungorum nazwę nadał mu Walter Jülich w 1972 r. Synonimy:
- Athelia sublaevis (Bres.) Parmasto 1967
- Ceraceomyces sublaevis var. grandisporus Dhingra & Avn.P. Singh 2014
- Corticium sublaeve Bres. 1903
- Peniophora sublaevis (Bres.) Höhn. & Litsch. 1908[2].

Polską nazwę zaproponował Władysław Wojewoda w 2003 r.

## Morfologia
Owocnik
Rozpostarty, początkowo błoniasty z cienką i luźną warstewką śluzowatą, z wiekiem hymenium zagęszcza się i staje się twardsze. Powierzchnia zarówno w stanie suchym, jak i wilgotnym gładka lub wyraźnie merulioidalna, w okazach suchych zwykle mniej lub bardziej popękana.
Cechy mikroskopowe
System strzępkowy monomityczny. Strzępki zawsze ze sprzążkami na septach, cienkościenne lub o nieco pogrubionych ścianach, nieamyloidalne. Cystydy czasami występują. Podstawki wąsko maczugowate z czterema, rzadko dwoma sterygmami. Zarodniki o kształcie od kulistego do wąsko jajowatego lub elipsoidalnego, gładkie, cienkościenne, nieamyloidalne, zazwyczaj z gutulami.
Gatunki podobne
Gatunki rodzajów Ceraceomyces i Athelia są podobne. Różnica dotyczy kształtu podstawek i charakteru hymenium. U Athelia owocniki są krótkotrwałe, a z każdej strzępki w hymenium powstaje niewielka liczba podstawek. Znajdują się one na mniej więcej tym samym poziomie, a hymenium podczas dojrzewania znacząco nie gęstnieje. U Ceraceomyces nowe podstawki powstają na krótkich bocznych gałęziach, wskutek czego wystają na kilka µm powyżej starych podstawek. W rezultacie hymenium z wiekiem staje się grubsze, a wraz ze wzrostem liczby podstawek tworzą one zbitą, palisadową warstwę. Ponadto podstawki u Ceraceomyces są węższe niż u Athelia, co jest przystosowaniem do ograniczonej przestrzeni w hymenium. Ceraceomyces w rozwoju hymenium wydaje się być pośrednikiem między Athelia a m.in. Phlebia i Phanerochaete, gdzie zagęszczenie hymenium jest jeszcze większe, podstawki zwężają się, a ich liczba jest jeszcze większa. Ceraceomyces jest blisko spokrewniony z Ceraceomerulius. W tym rodzaju owocnik jest błonkowaty tylko w bardzo młodym wieku, podczas gdy u Ceraceomyces pozostaje błonkowy nawet w stanie pełnej dojrzałości.

## Występowanie i siedlisko
W Europie woskowniczek podlaski jest szeroko rozprzestrzeniony. Opisano jego występowanie także we wschodniej części USA i Kanady, w Rosji, Korei i Afryce. W Polsce do 2003 r. znane były 3 stanowiska. W. Wojewoda zaproponował uznanie go za gatunek wymierający, którego przeżycie jest mało prawdopodobne, jeśli nadal będą działać czynniki zagrożenia.
Nadrzewny grzyb saprotroficzny. Występuje w lasach na martwym drewnie, głównie drzew iglastych, zwłaszcza jodły i świerka, ale notowany także na drewnie olchy szarej.